# Municipio de Colotenango
Municipio de Colotenango är en kommun i Guatemala.   Den ligger i departementet Departamento de Huehuetenango, i den västra delen av landet, 150 km nordväst om huvudstaden Guatemala City.
Följande samhällen finns i Municipio de Colotenango:
- Colotenango